# Kotetsu
Kotetsu (甲鉄, literalmente "couraçado"), posteriormente rebatizado Azuma (東, Azuma "Leste") foi o primeiro navio de guerra couraçado da Marinha Imperial Japonesa. Construído na França em 1864, e adquirido pelos Estados Unidos em fevereiro de 1869 e lançado como CSS Stonewall, ele era um navio de guerra com esporão. Ele teve um papel decisivo na Batalha Naval da Baía de Hakodate em maio de 1869, que marcou o fim da Guerra Boshin, e o estabelecimento completo da Restauração Meiji.

## Carreira americana como CSSStonewall

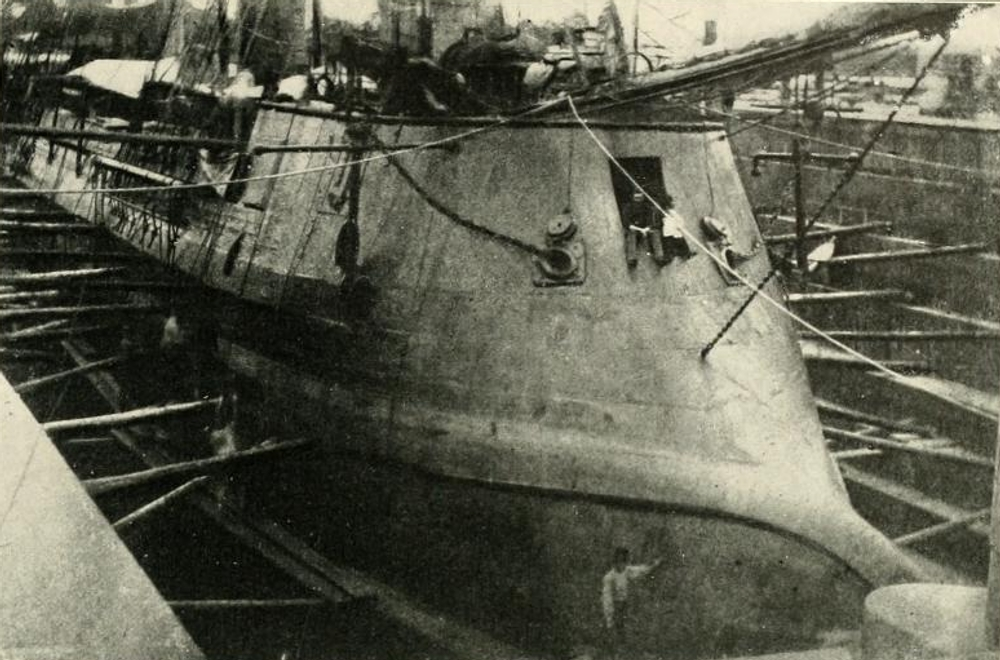
Vista do arco.

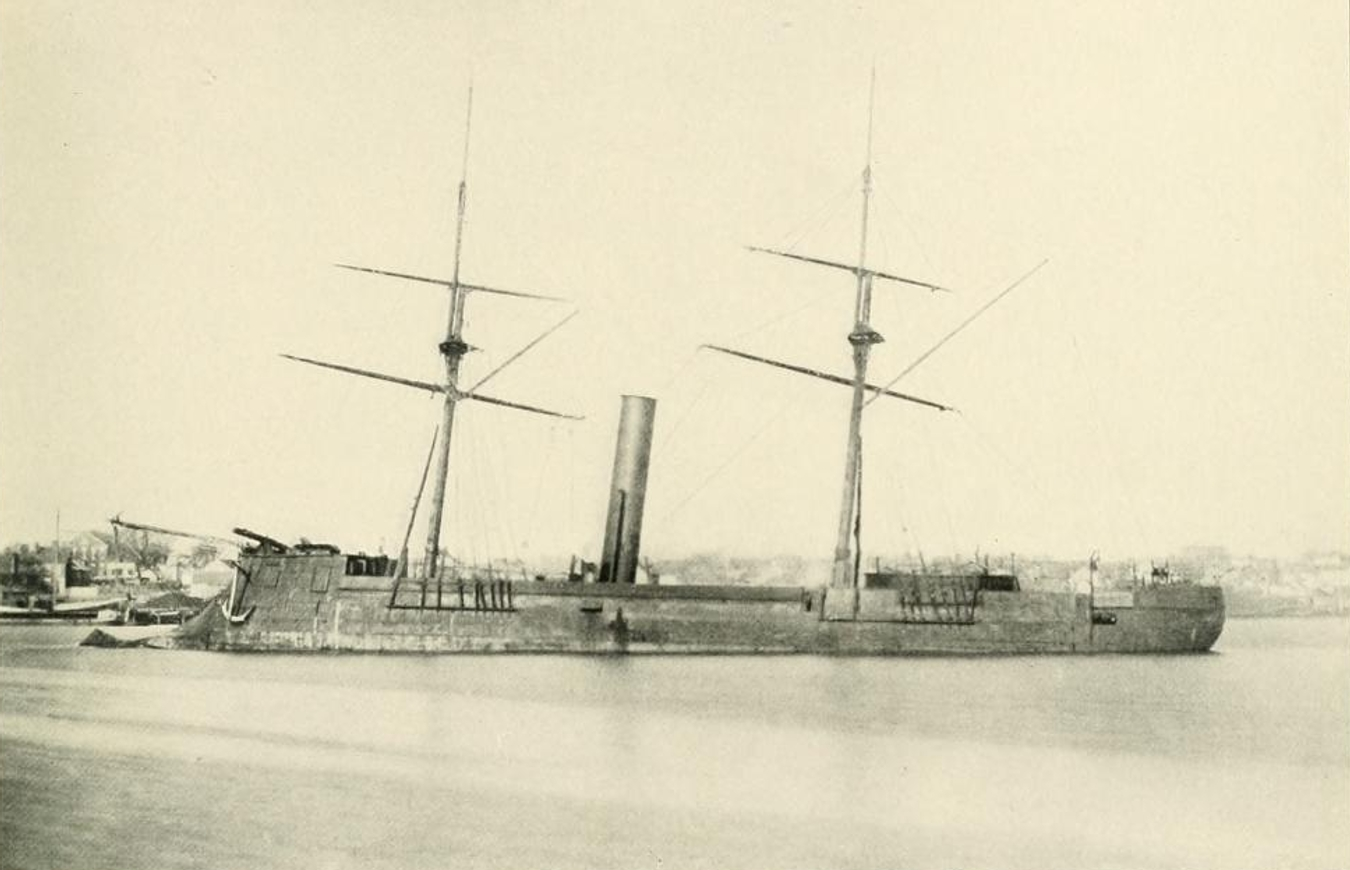
Vista do perfil.

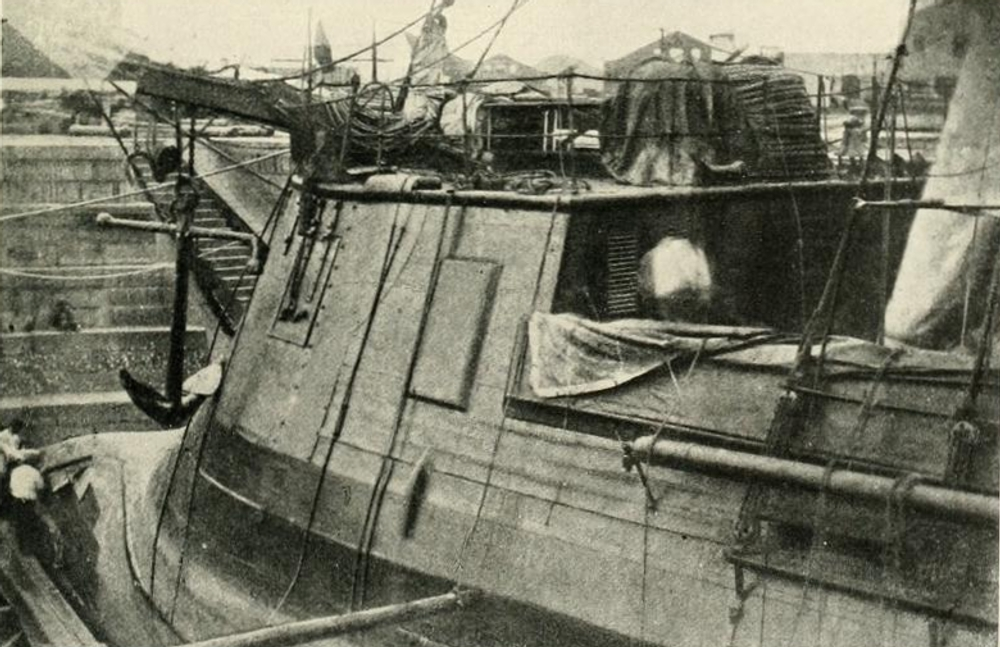
Fechar-se.

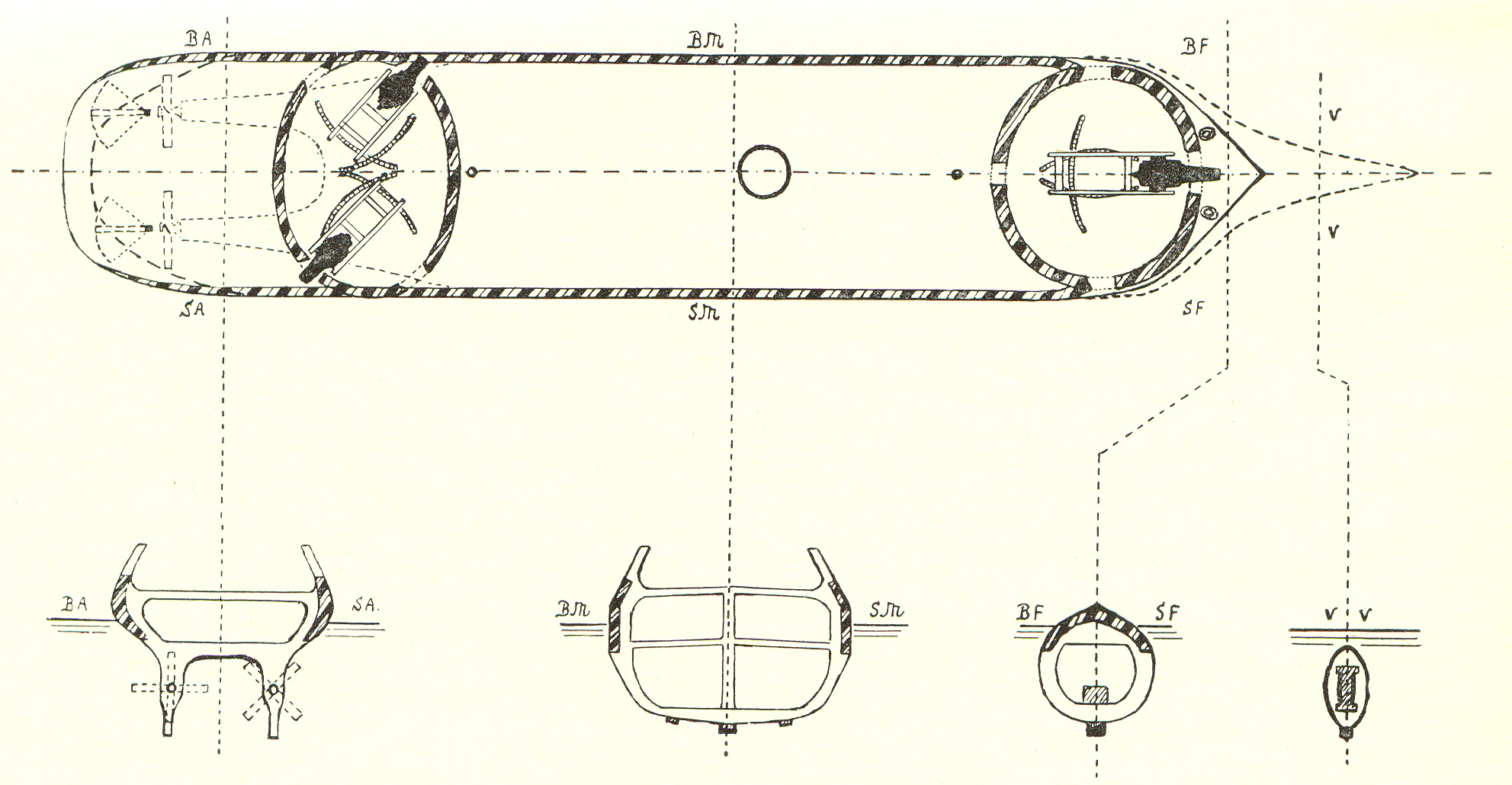
Plano.

A 6 de janeiro de 1865, a embarcação contratou uma tripulação da Confederação em Copenhague, sob o comando do capitão Thomas Jefferson Page, CSN  e foi recomissionada pelo CSS Stonewall enquanto ainda estava no mar. 